# Constantin Eftimiu
Constantin Eftimiu, romunski general, * 1893, † 1950.